# 宇久純定
宇久 純定（うく すみさだ）は、戦国時代から安土桃山時代にかけての武将・大名。肥前国江川城主。
宇久氏は伊勢平氏の平清盛の弟・家盛あるいは清和源氏の武田有義の子・武田信弘の末裔とされる。肥前松浦郡宇久島から興り、戦国時代には五島列島全域を掌握していった。
天文18年（1549年）、父・宇久盛定死後に家督を継いだ。翌天文19年（1550年）、五島を構成する一島の奈留島領主・奈留盛信が松浦氏に通じたため討伐した。
純定はポルトガル宣教師ルイス・デ・アルメイダに熱病を治療してもらった縁で、永禄9年（1566年）にアルメイダやロレンソ了斎を招いて島民にキリスト教を布教させたり、教会に寄付するなど布教活動を援助した。また、同年に城山城を築城する。永禄11年（1568年）、室と共に入信しキリシタンとなる。